# Durant (Missisipi)
Durant – miasto w Stanach Zjednoczonych, w stanie Missisipi, w hrabstwie Holmes.